# Spannungsbezeichnung

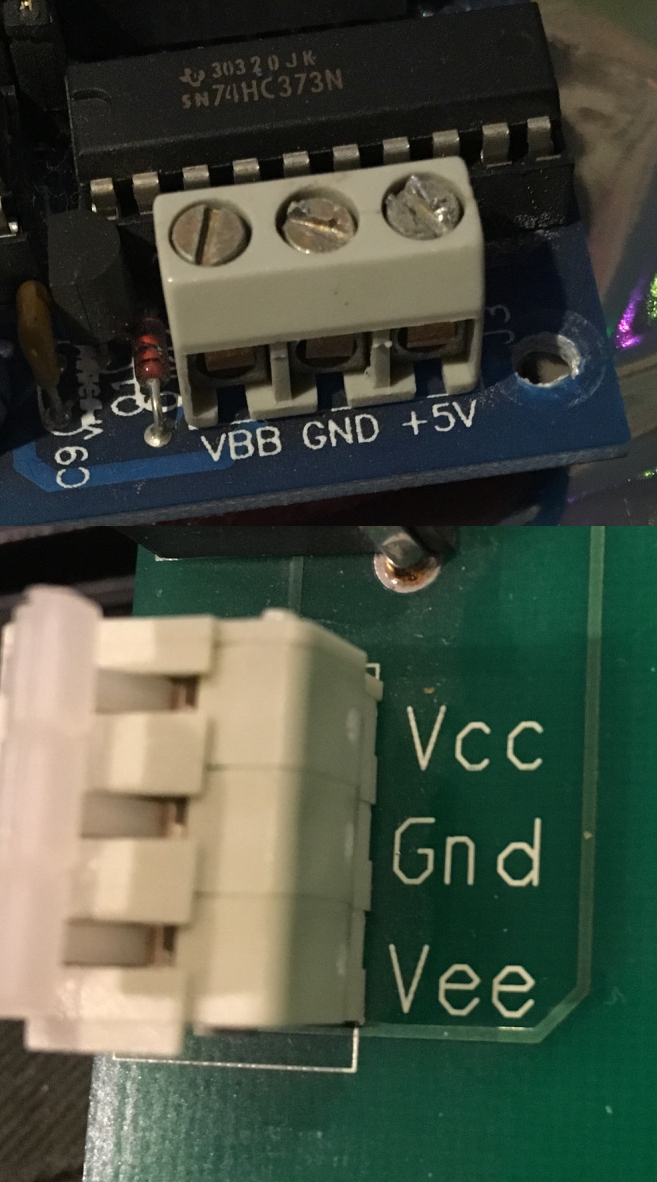
Spannungsbezeichnungen an den Klemmen zur Stromversorgung von kleinen elektrischen Geräten

Spannungsbezeichnungen, die man in fast allen Schaltplänen und in Datenblättern findet, und die man mit EDA-Programmen erstellen kann, sind beispielsweise die folgenden:
- Positive Spannung: VDD, VCC
- Negative Spannung: VEE
- Bezugspotential (0V): VSS

Sie stammen aus dem angelsächsischen Sprachraum, wie das V für voltage, statt des im Deutschen üblichen U (von lateinisch urgere) für die elektrische Spannung, zeigt. Da viele große Halbleiter- und Gerätehersteller aus den USA stammen beziehungsweise stammten, haben diese Bezeichnungen weite Verbreitung gefunden. Die Index-Buchstaben (oft tiefer gestellt oder zumindest in kleinerer Schriftgröße dargestellt) D, S, C, und E entstanden dabei aus den Namen der Terminals (Anschlüsse) eines Transistors, beispielsweise Drain und Source (MOSFET) und Collector, Emitter (Bipolartransistor). Doppelte Indizes wie CC oder DD stehen in der Regel für die Versorgungsspannungen gegenüber Masse.

## Spezifische Bezeichnungen
Die doppelte Indizierung ist in den meisten Fällen eine Pluralbildung, das heißt eine Verallgemeinerung. Es handelt sich also nicht um die Spannung an einem einzelnen bestimmten Pin des Bauteils. So bezeichnet zum Beispiel VCC ursprünglich die Kollektor-Spannungen an mehreren Bauteilen. Absolute Unterscheidungen dieser Spannungsbezeichnungen, zum Beispiel zwischen VCC und VDD, sind seit dem abwechselnden/gleichzeitigen Einsatz von TTL-Logik und CMOS-Logik verwischt worden.
Hier sind einige der gängigsten Bezeichnungen im Überblick:
- VB – Spannung an der Basis
- VBB – Verbindung der Bulks (Wannen) der MOSFETs, meistens −5 V, also nicht die Spannung an den Basis-Pins mehrerer Transistoren!
- VBAT – Batteriespannung
- VBE – Spannung zwischen Basis und Emitter bei Bipolartransistoren
- VC – ist die Spannung am Kollektor (Collector) eines bipolaren Transistors
- VCC – Pluralbildung: Spannung an den Kollektoren, bei bipolaren ICs positive Versorgungsspannung
- VCE – Spannung zwischen Kollektor und Emitter bei Bipolartransistoren
- VCEsat – Spannung zwischen C und E im Sättigungszustand des Transistors
- VCM – Mittenspannung von integrierten Schaltkreisen bei asymmetrischer Spannungsversorgung
- Vcore – die Spannungsversorgung für die „wichtigen“ Chips wie CPU oder GPU
- VD – Spannung am Drain eines FETs
- VDS – Spannung zwischen Drain und Source bei FETs
- VDD – positive Versorgungsspannung von MOS-Schaltkreisen (die Stelle, an der viele „Drains“ der NMOS-Logik hängen)
- VDDQ – die Spannungsversorgung für Ausgangsbuffer eines Speicherchips
- VE – Spannung am Emitter
- VEE – Spannung an den Emittern, negative Versorgungsspannung z. B. bei ECL-ICs
- VG – Spannung am Gate
- VGS – Spannung zwischen Gate und Source bei FETs
- VIN – Eingangsspannung
- VMEM – die Spannungsversorgung für einen Memory Chip/Speicherbaustein, manchmal auch:
  - VDDR, VDIMM oder ähnlich
- VOUT – Ausgangsspannung
- VPP – Spannungsdifferenz zwischen positiver und negativer Spitzenspannung (Peak to Peak), aber auch Programmierspannung bei (E)EPROMs und Mikrocontrollern
- VREF – Referenzspannung
- VRMS – root mean square, Effektivwert einer Spannung
- VS – Spannung am Source
- VSS – negative Versorgungsspannung von MOS-Schaltkreisen, oft identisch mit GND (siehe unten)
- VTT – Verbindung der Abschlusswiderstände (Terminatoren)

## Allgemeine Bezeichnungen
Darüber hinaus gibt es noch allgemeinere Bezeichnungen für positive und negative Versorgungsspannungen, wie z. B.:
- V+ – positive Versorgungsspannung (sagt nichts über die Spannungshöhe aus!)
- V++ – positive Versorgungsspannung (sagt nichts über die Spannungshöhe aus!)
- V− – negative Versorgungsspannung
- V−− – negative Versorgungsspannung
- GND – 0 V, 0-Potenzial, Masse, Abkürzung für engl. „Ground“. Gegen dieses Potenzial wird die Spannung oder „Potenzialdifferenz“ gemessen. Das Spannungspotenzial positiver Spannungen ist höher als GND, negative Spannungen haben ein Spannungspotenzial das unterhalb von GND liegt. Umgangssprachlich wird GND oft fälschlicherweise als negative Versorgungsspannung bezeichnet. Ein angelegter (positiver oder negativer) Strom fließt über die GND-Leitung zurück zur Spannungsquelle.
- CGND – „Chassis-Ground“ – also normalerweise mit dem Gehäuse verbunden
- SGND – „Signal-Ground“ – oft für negative Spannungslevel in analogen Schaltungsteilen verwendet, z. B. Audio
- DGND – „Digital-Ground“ – in Verbindung mit digitalen Bausteinen mit analogem Eingang
- AGND – „Analog-Ground“ – analoge Signale in digitalen Bausteinen haben oft einen separaten Ground

Das Problem bei dieser Namensvergabe ist: Es handelt sich hierbei lediglich immer nur um Namen, keinesfalls um verbindliche Standards oder Normen. Bei der Vergabe solcher Namen im Schaltplandesign sollte man also stets große Sorgfalt walten lassen, und nur dann neue oder zusätzliche Namen einführen, wenn die betreffende Versorgungsspannung tatsächlich physikalisch von anderen in der Schaltung befindlichen Spannungen entkoppelt ist (beispielsweise über eine Drosselspule), und wenn sie an mehreren Bauteilepins Verwendung findet.